# Phragmiticola rhopalospermum
Phragmiticola rhopalospermum är en svampart som först beskrevs av Wilhelm Kirschstein, och fick sitt nu gällande namn av Sherwood 1987. Phragmiticola rhopalospermum ingår i släktet Phragmiticola, ordningen disksvampar, klassen Leotiomycetes, divisionen sporsäcksvampar och riket svampar.   Inga underarter finns listade i Catalogue of Life.